# 蓑原敬
蓑原 敬（みのはら けい、1933年 - ）は、日本の都市計画家。蓑原計画事務所代表。神戸芸術工科大学客員教授ほか。

## 略歴
- 1933年 - 東京生まれ。福岡県出身。
- 1958年 - 東京大学教養学部アメリカ科卒業
- 1960年 - 日本大学理工学部建築学科卒業。
- 1960年 - 建設省入省。翌年ペンシルベニア大学大学院に留学し都市計画を専攻。茨城県都市計画課長、建設省住宅局住宅建設課長を歴任
- 1965年 - ベネズエラ経済社会開発研究所勤務
- 1985年に建設省を自主退官し、民間の都市計画家、都市コンサルタントとして活動中。
- 2003年 - 長年の功績により日本都市計画学会石川賞受賞。

## 主な活動
- 幕張新都心、幕張ベイタウン・プロジェクトプロデュースほか
- 広島基町再生計画
- 国際科学技術博覧会 プロデュース
- 福岡アイランドシティ計画
- 新潟県万代島再開発都市デザイン関与
- 新潟県都市マスタープラン関与
- 常磐新線（つくばエクスプレス）沿線開発プロジェクト
- 茨城県営水戸六番池団地など、茨城県営住宅団地関与

## 著書
- 「都市計画、根底から見直し新たな挑戦へ」（編著）学芸出版社 2011
- 「地域主権で始まる本当の都市計画・まちづくり」学芸出版社 2009
- 「都市田園計画の展望 ― 「間にある都市」の思想」トマス・ジーバーツ（翻訳）学芸出版社、2006
- 「成熟のための都市再生 ― 人口減少時代の街づくり」学芸出版社、2003
- 「街づくりとリーダーシップ」学芸出版社、2002
- 「都市計画の挑戦 ― 新しい公共性を求めて」（編著）学芸出版社、2000
- 「街は要る! ― 中心市街地活性化とは何か」（河合良樹と共著）学芸出版社、2000
- 「街づくりの変革 ― 生活都市計画へ」学芸出版社、1998
- 「サンフランシスコ都市計画局長の闘い ― 都市デザインと住民参加」アラン・B・ジェイコブス（翻訳）学芸出版社、1998
- 「都市・建築政策 新建築学大系15」　彰国社　ISBN：9784395150151